# Pierrot (przedsiębiorstwo)
Pierrot Co., Ltd. (jap. 株式会社ぴえろ Kabushiki-gaisha Piero) – japońskie studio anime, założone w 1979 roku przez byłych pracowników Tatsunoko Production. Siedziba główna znajduje się w Mitaka, Tokio.
Logotypem firmy jest twarz clowna. Słowo Pierrot zostało zapożyczone od klasycznej postaci Pierrot.
Yu Yu Hakusho oraz Saiyuki, dwie z serii wyprodukowanych przez studio, zdobyły nagrodę „Anime Grand Prix Award” w konkursie Animage w latach 1993 oraz 2000.

## Seriale telewizyjne

### 1980–1984
Opracowane na podstawie źródła.
- Cudowna podróż (jap. ニルスのふしぎな旅 Nirusunofushiginatabi)
- Maicchingu Machiko-sensei (jap. まいっちんぐマチコ先生)
- Urusei Yatsura (jap. うる星やつら)
- Tajemnicze Złote Miasta (jap. 太陽の子 エステバン Taiyō no ko esuteban)
- Pani Łyżeczka (jap. スプーンおばさん Supūn obasan)
- Mahō no tenshi Creamy Mami (jap. 魔法の天使 クリィミーマミ Mahō no tenshi kuryimīmami)
- Chikkun takkun (jap. チックンタックン)
- Mahō no yōsei Persia (jap. 魔法の妖精 ペルシャ Mahō no yōsei Perusha)
- Jeździec srebrnej szabli (jap. 星銃士ビスマルク Seijūshi bisumaruku)

### 1985–1989
Opracowane na podstawie źródła.
- Mahō no Star: Magical Emi (jap. 魔法のスター マジカルエミ Mahō no sutā majikaru emi)
- Ninja senshi: Tobikage (jap. 忍者戦士 飛影)
- Mahō no Idol Pastel Yumi (jap. 魔法のアイドル パステルユーミ Mahō no aidoru pasuteruyūmi)
- Anmitsu-hime (jap. あんみつ姫)
- Piłkarze (jap. がんばれ！キッカーズ Ganbare! Kikkāzu)
- Kimagure Orange Road (jap. きまぐれオレンジ☆ロード Kimagure orenji ☆ rōdo)
- Norakuro-kun (jap. のらくろクン)
- Ganbare! Kickers Special: Hitori-botchi no Ace Striker (jap. がんばれ！キッカーズスペシャル ひとりぼっちのエースストライカー Ganbare! Kikkāzusupesharu hitori botchi no ēsusutoraikā)
- Osomatsu-kun (jap. おそ松くん)
- Moeru! Onii-san (jap. 燃える！お兄さん)
- Majikaru Hat (jap. まじかるハット Majikaru hatto)
- Osomatsu-kun Special appare! Chibita no oni taiji Zans (jap. おそ松くんスペシャル あっぱれ！チビ太の鬼たいじザンス Osomatsu-kun supesharu appare! Chibita no oni taiji zansu)

### 1990–1994
Opracowane na podstawie źródła.
- Heisei tensai Bakabon (jap. 平成天才バカボン)
- Kumo no yō ni kaze no yō ni (jap. 雲のように風のように)
- Karakuri kengō-den Musashi Lord (jap. からくり剣豪伝ムサシロード Karakuri kengō-den musashirōdo)
- Edokko Boy: Gatten Tasuke (jap. 江戸っ子ボーイ がってん太助 Edokko bōi gatten tasuke)
- Ore wa chokkaku (jap. おれは直角)
- Trzy małe duszki (jap. ちいさなおばけ アッチ・コッチ・ソッチ Chiisana obake: acchi kocchi socchi)
- Michite kuru toki no mukou ni (jap. 満ちてくる時のむこうに)
- Bakabon osomatsu no Curry o tazunete sanzen ri (jap. バカボンおそ松のカレーをたずねて三千里 Bakabon osomatsu no karē o tazunete sanzen ri)
- Marude Dameo (jap. 丸出だめ夫)
- Nontan to issho (jap. ノンタンといっしょ)
- Yū Yū Hakusho (jap. 幽☆遊☆白書)
- Tottemo! Lucky Man (jap. とっても！ラッキーマン Tottemo! Rakkīman)

### 1995–1999
Opracowane na podstawie źródła.
- Ninku (jap. NINKU -忍空- Ninkū)
- Tajemnica przeszłości (jap. ふしぎ遊戯 Fushigi yūgi)
- Midori no makibaō (jap. みどりのマキバオー)
- Hajime ningen Gon (jap. はじめ人間ゴン)
- Aka-chan to boku (jap. 赤ちゃんと僕)
- Hyper Police (jap. はいぱーぽりす)
- Clamp Gakuen tanteidan (jap. CLAMP学園探偵団)
- Rekka no honō (jap. 烈火の炎)
- Takoyaki Mantoman (jap. たこやきマントマン)
- Mahō no Stage: Fancy Lala (jap. 魔法のステージ ファンシーララ Mahō no sutēji fanshīrara)
- Neo Ranga (jap. 南海奇皇（ネオランガ）)
- Dokkiri Doctor (jap. どっきりドクター Dokkiri dokutā)
- Yoiko (jap. よいこ)
- Chiisana kyojin Microman (jap. 小さな巨人ミクロマン Chiisana kyojin mikuroman)
- Magiczny kamień (jap. パワーストーン Pawāsutōn)
- Tenshi ni naru mon! (jap. 天使になるもんっ！)
- Great Teacher Onizuka
- Bābapapa sekai o mawaru (jap. バーバパパ 世界をまわる)
- Guruguru Town wa Namaru-kun (jap. ぐるぐるタウンはなまるくん Guruguru taun wa Namaru-kun)
- Rerere no tensai bakabon (jap. レレレの天才バカボン)

### 2000–2004
Opracowane na podstawie źródła.
- Oh! Super Milk-chan (jap. OH！スーパーミルクチャン OH! Sūpāmirukuchan)
- Gensōmaden Saiyūki (jap. 幻想魔伝最遊記)
- Ayashi no Ceres (jap. 妖しのセレス Ayashi no seresu)
- Gakkō no kaidan (jap. 学校の怪談)
- Super Gals! Kotobuki ran (jap. 超GALS！寿蘭 Sūpā GALS! Kotobuki ran)
- Senpū no yōjinbō: Kurosawa akira kantoku sakuhin „yōjinbō” yori (jap. 旋風の用心棒 ～黒澤明監督作品「用心棒」より～ Senpū no yōjinbō ~ kurosawa akirakantoku sakuhin `yōjinbō' yori ~)
- Hikaru no go (jap. ヒカルの碁)
- Kogepan (jap. こげぱん)
- Tōkyō Underground (jap. 東京アンダーグラウンド Tōkyō andāguraundo)
- Tokyo Mew Mew (jap. 東京ミュウミュウ Tōkyō Myū Myū)
- Jūni kokuki (jap. 十二国記)
- PiNMeN
- Naruto
- E's Otherwise
- Tantei gakuen Q (jap. 探偵学園Ｑ)
- Saiyuki Reload (jap. 最遊記RELOAD)
- Hikaru no go Special: Hokutohai e no michi (jap. ヒカルの碁スペシャル 北斗杯への道 Hikarunogo supesharu hokuto-hai e no michi)
- Mezzo (jap. MEZZO‐メゾ‐)
- Saiyuki Reload Gunlock (jap. 最遊記RELOAD GUNLOCK)
- Midori no hibi (jap. 美鳥の日々)
- Bleach

### 2005–2009
Opracowane na podstawie źródła.
- Eikoku koi monogatari Emma (jap. 英國戀物語エマ Eikoku koi monogatari ema)
- Słodkie, słodkie czary (jap. シュガシュガルーン Shugashugarūn)
- Naruto: Shippūden (jap. NARUTO-ナルト- 疾風伝)
- Blue Dragon
- Eikoku koi monogatari Emma dainimaku (jap. 英國戀物語エマ 第二幕 Eikokukoimonogatariema dainimaku)
- Blue Dragon: Tenkai no shichi ryū (jap. BLUE DRAGON 天界の七竜)
- Hanasakeru seishōnen (jap. 花咲ける青少年)
- Tegami bachi (jap. テガミバチ)
- Yumeiro Patissiere (jap. 夢色パティシエール Yumeiro patishiēru)

### 2010–2014
Opracowane na podstawie źródła.
- Tegamibachi REVERSE (jap. テガミバチREVERSE Tegamibachi REVERSE)
- Yumeiro Pâtissière SP Profesional (jap. 夢色パティシエールSP プロフェッショナル Yumeiro patishiēru SP purofesshonaru)
- Beelzebub (jap. べるぜバブ)
- Level E (jap. レベルE Reberu E)
- Naruto SD: Rock Lee no seishun Full-Power ninden (jap. NARUTO-ナルト- SD ロック・リーの青春フルパワー忍伝 Naruto - naruto - SD rokku rī no seishun furupawā ninden)
- Shirokuma Cafe (jap. しろくまカフェ Shirokuma kafe)
- Kingdom (jap. キングダム kingudamu)
- Gaist Crusher (jap. ガイストクラッシャー Gaisutokurasshā)
- Wizard Barristers: Benmashi Cecil (jap. ウィザード・バリスターズ～弁魔士セシル Uizādo barisutāzu ~ benmashi seshiru)
- Soredemo sekai wa utsukushii (jap. それでも世界は美しい)
- Baby Steps (jap. ベイビーステップ beibīsuteppu)
- Tokyo Ghoul (jap. 東京喰種トーキョーグール Tōkyōgūru)
- Sabagebu! (jap. さばげぶっ！)
- Yona w blasku świtu (jap. 暁のヨナ Akatsuki no Yona)

### 2015–2019
Opracowane na podstawie źródła.
- Tokyo Ghoul √A (jap. 東京喰種トーキョーグール√A Tōkyōgūru √A)
- Re-Kan! (jap. レーカン！ Rēkan!)
- Osomatsu-san (jap. おそ松さん)
- Divine Gate (jap. ディバインゲート)
- Futaboshi no onmyōji (jap. 双星の陰陽師)
- Onigiri (jap. 鬼斬)
- Posępny Mononokean (jap. 不機嫌なモノノケ庵 Fukigen na Mononokean)
- Puzzle & Dragon Cross (jap. パズドラクロス)
- Tsukiuta. The Animation (jap. ツキウタ。 THE ANIMATION)
- Soul Buster: Shōseiran (jap. 侍霊演武：将星乱 Sourubasutā shōseiran)
- ēlDLIVE (jap. エルドライブ【ēlDLIVE】)
- Boruto: Naruto Next Generations (jap. BORUTO-ボルト- NARUTO NEXT GENERATIONS Boruto: Naruto Nekusuto Jenerēshonzu)
- Konbini kareshi (jap. コンビニカレシ Konbinikareshi)
- Saiyuki Reload Blast (jap. 最遊記RELOAD BLAST)
- Black Clover (jap. ブラッククローバー Burakkukurōbā)
- Tsukipro The Animation
- Dynamic Chord
- Sanrio danshi (jap. サンリオ男子)
- Damepuri Anime Caravan (jap. ダメプリ ANIME CARAVAN)
- Pazudora (jap. パズドラ Pazudora)
- Tokyo Ghoul:re (jap. 東京喰種トーキョーグール:re Tōkyōgūru:re)
- Shin'ya! Tensai bakabon (jap. 深夜！天才バカボン)
- Hero Mask
- Posępny Mononokean 2 (jap. 不機嫌なモノノケ庵 續 Fukigen na Mononokean tsuzuki)
- Gunjō no Magmell (jap. 群青のマグメル gunjō no magumeru)

## Filmy

### do 2001
Opracowane na podstawie źródła.
- Urusei Yatsura: Only You (jap. うる星やつら オンリー・ユー Uruseiyatsura onrī yū) (1983)
- Urusei Yatsura 2: Beautiful Dreamer (jap. うる星やつら２ ビューティフル・ドリーマー Uruseiyatsura 2 byūtifuru dorīmā) (1984)
- Aitsu to Lullaby: Suiyōbi no Cinderella (jap. あいつとララバイ 水曜日のシンデレラ Aitsutorarabai suiyōbi no Shinderera) (1987)
- Baribari densetsu (jap. バリバリ伝説 Baribaridensetsu) (1987)
- Kimagure Orange Road: Ano hi ni kaeritai (jap. きまぐれオレンジ☆ロード あの日にかえりたい Kimagure orenji ☆ rōdo ano hi ni kaeritai) (1988)
- Osomatsu-kun: Suika no hoshi kara kon'nichiwa zansu! (jap. おそ松くん スイカの星からこんにちはザンス！ Osomatsu-kun suika no hoshi kara kon'nichiwa zansu!) (1989)
- Kimagure Orange Road: Mogitate Special (jap. きまぐれオレンジ☆ロード もぎたてスペシャル Kimagure orenji ☆ rōdo mogitate supesharu) (1989)
- Maroko (jap. MAROKO 麿子 MAROKO maroko) (1990)
- Gekkō no Pierce: Yumemi to gin no barakishidan (jap. 月光のピアス ユメミと銀のバラ騎士団 Gekkō no piasu yumemi to gin no barakishidan) (1991)
- Yū☆Yū☆hakusho (jap. 幽☆遊☆白書) (1993)
- Yū☆Yū☆hakusho: Meikai shitō-hen en no kizuna (jap. 幽☆遊☆白書 冥界死闘篇 炎の絆 Yū☆Yū☆hakusho meikai shitō-hen-en no kizuna) (1994)
- Ninku (jap. NINKU -忍空- NINKU -ninkū-) (1995)
- Shin Kimagure Orange Road: Soshite, ano natsu no hajimari (jap. 新きまぐれオレンジ☆ロード そして、あの夏のはじまり Shin kimagure orenji ☆ rōdo soshite, ano natsu no hajimari) (1996)
- Chiisana kyojin: Mikroman dai gekisen! Mikroman VS saikyō senshi Gorgon (jap. 小さな巨人 ミクロマン 大激戦！ミクロマンVS最強戦士ゴルゴン Chiisana kyojin mikuroman dai gekisen! Mikuroman VS saikyō senshi gorugon) (1999)

### od 2001
Opracowane na podstawie źródła.
- Saiyuki: Requiem (jap. 劇場版 幻想魔伝最遊記 Requiem ～選ばれざる者への鎮魂歌～ Gekijōban gensōmadensaiyūki Requiem ~eraba rezaru mono e no chinkonka~) (2001)
- Ryōkan-san (jap. 良寛さん) (2003)
- Gekijōban Naruto: Daikatsugeki! Yuki-hime ninpōchō dattebayo!! (jap. 劇場版 NARUTO -ナルト- 大活劇!雪姫忍法帖だってばよ!!) (2004)
- Gekijōban Naruto: Daigekitotsu! Maboroshi no chiteiiseki dattebayo (jap. 劇場版 NARUTO -ナルト- 大激突!幻の地底遺跡だってばよ)  (2005)
- Gekijōban Naruto: Daikōfun! Mikazukijima no animaru panikku dattebayo (jap. 劇場版 NARUTO -ナルト- 大興奮!みかづき島のアニマル騒動だってばよ) (2006)
- Bleach: Memories of Nobody (2006)
- Gekijōban Naruto shippūden (jap. 劇場版 NARUTO −ナルト− 疾風伝) (2007)
- Bleach: DiamondDust Rebellion (2007)
- Gekijōban Naruto shippūden: Kizuna (jap. 劇場版 NARUTO −ナルト− 疾風伝絆) (2008)
- Bleach: Fade to Black (2008)
- Gekijōban Naruto shippūden: Hi no ishi o tsugu mono (jap. 劇場版 NARUTO -ナルト- 疾風伝火の意志を継ぐ者) (2009)
- Gekijōban Naruto shippūden: The Lost Tower (jap. 劇場版 NARUTO －ナルト－ 疾風伝ザ・ロストタワー THE LOST TOWER Gekijōban Naruto Shippūden: Za Rosuto Tawā) (2010)
- Bleach: Jigoku-hen (jap. 劇場版BLEACH 地獄篇) (2010)
- Onigamiden (jap. 鬼神伝) (2011)
- Gekijōban Naruto: Blood Prison (jap. 劇場版NARUTO-ナルト- ブラッド・プリズン) (2011)
- Road to Ninja: Naruto the Movie (2012)
- The Last: Naruto the Movie (2014)
- Boruto: Naruto the Movie (2015)
- Eiga no Osomatsu-san (jap. えいがのおそ松さん) (2019)